# Парус

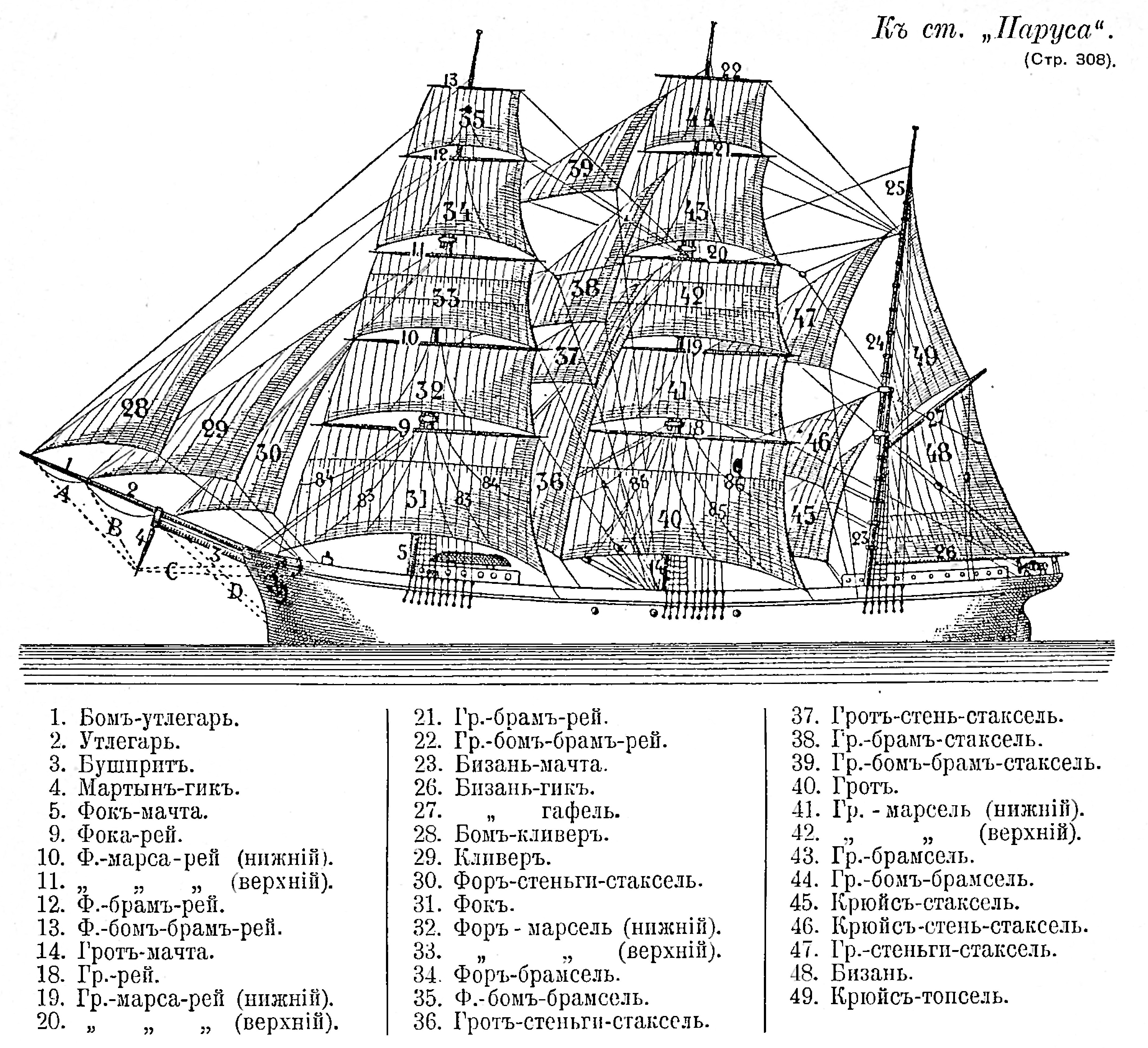
Рисунки из статьи «Паруса»
(«Военная энциклопедия Сытина»; 1914)

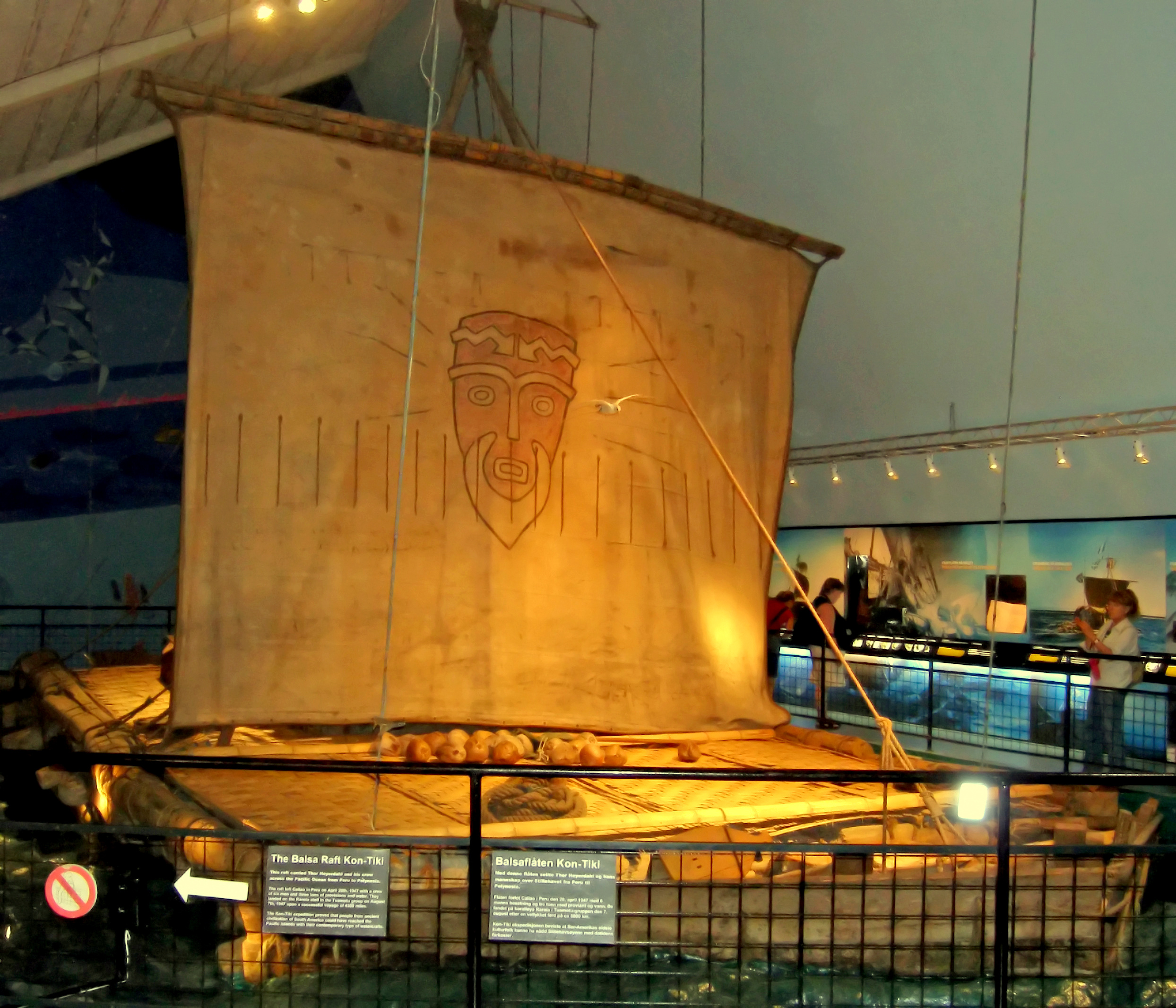
Плот «Кон-Тики», в Музее «Кон-Тики» в Осло, Норвегия.

Па́рус — ткань или пластина, используемая для движения под действием силы ветра на парусных судах, буерах и других средствах передвижения.
Как правило, парус является частью парусного вооружения и используется для приведения в движение плавательных средств, к которым он крепится с помощью рангоута и такелажа. Однако имеются свидетельства применения парусов в сухопутном транспорте, например, парус широко использовали для создания вспомогательной движущей силы на повозках в Китае, также он приводит в движение колёсные и ледовые буера.

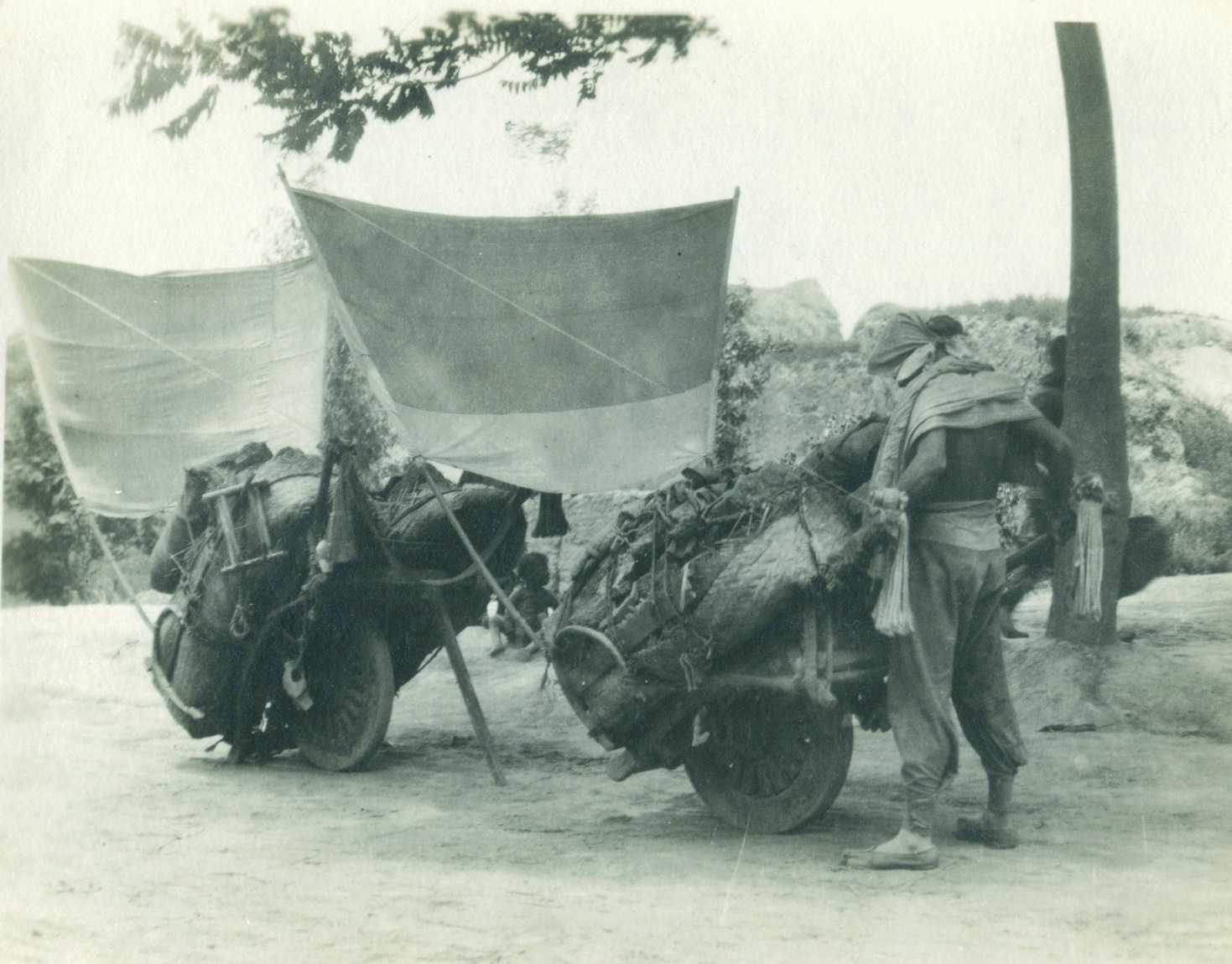
Парус широко использовали для создания вспомогательной движущей силы на повозках в Китае.

Простейший парус представляет собой кусок ткани (материи). Паруса большего размера сшивают из нескольких кусков. Полотнищам перед сшивкой придают такую форму, чтобы готовый парус, установленный на своё место и наполненный ветром, имел хорошо обтекаемую выпукло-вогнутую форму, в разрезе напоминающую крыло птицы, и развивал наибольшую полезную силу.
Самой распространённой парусной тканью считают лавсан (дакрон), хотя в последнее время всё чаще стали использовать плёнку майлар с волокнами кевлара.
Для изготовления современных парусов применяют синтетические ткани. В некоторых случаях (например, для изготовления парусов для виндсёрферов) применяют не ткань, а прочную плёнку. Существуют и более сложные и дорогостоящие технологии изготовления парусов, при которых весь парус изготавливают не из кусков материи или плёнки, а из высокопрочных синтетических нитей, размещаемых между двумя слоями плёнки по линиям действия на парус наибольших нагрузок.
Жёсткий парус: встречаются и совсем непохожие на обыкновенный парус конструкции, представляющие собой поставленное вертикально крыло и использующие силу ветра для тех же целей, что и парус. Такие конструкции устанавливают как на спортивные лодки (с целью достижения рекордов скорости на воде), так и на крупнотоннажные суда. Имеющие очень мало общего с растянутым куском материи эти крылья, тем не менее, называют «жёстким парусом» либо «парусом-крылом».

## История паруса

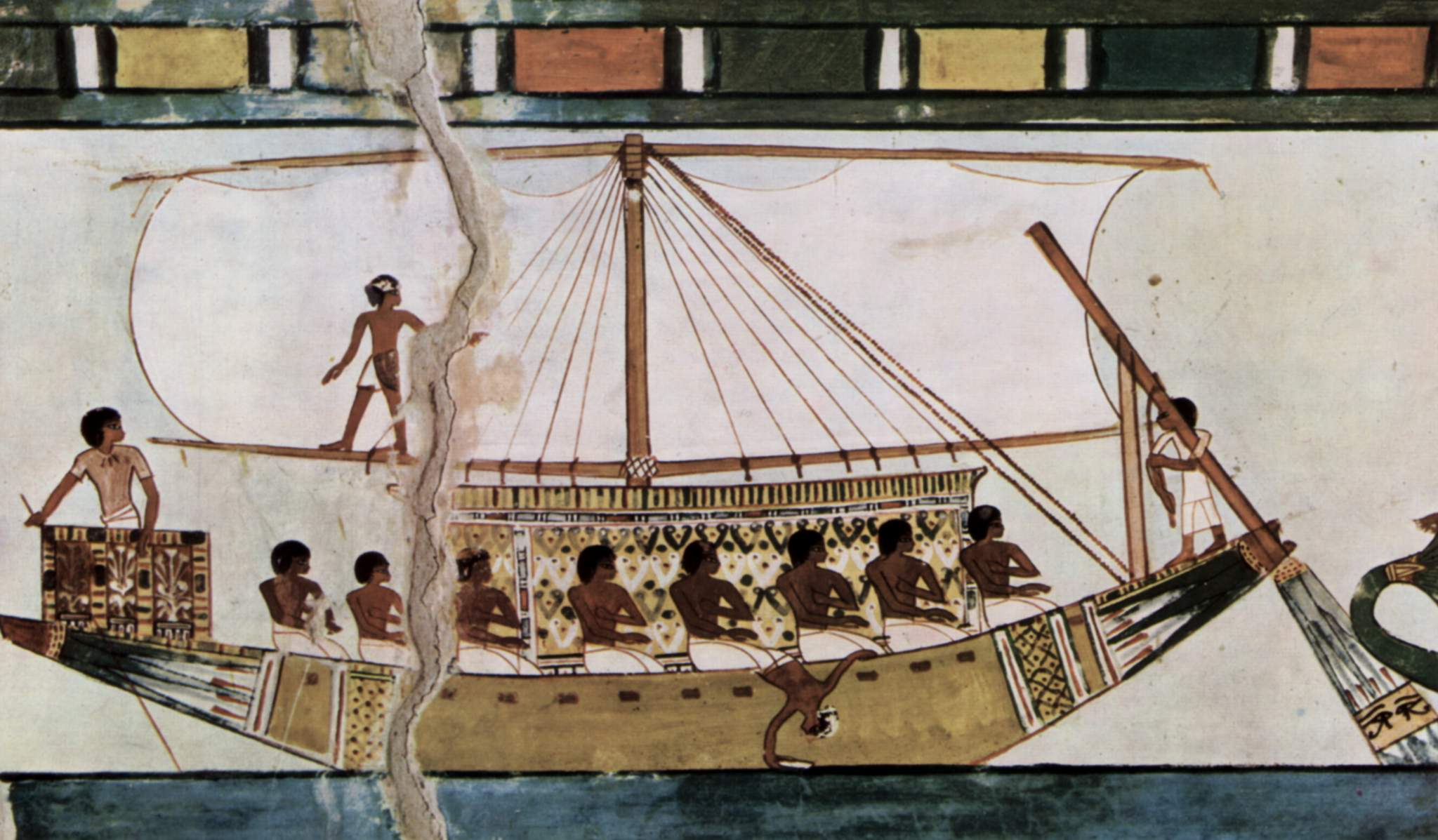
Египетское парусное судно. 1422—1411 годы до нашей эры

Люди научились использовать парус примерно 5,5 тыс. лет назад. Судя по сохранившимся рисункам и результатам раскопок, первыми начали применять парус египтяне.

## Парусная терминология

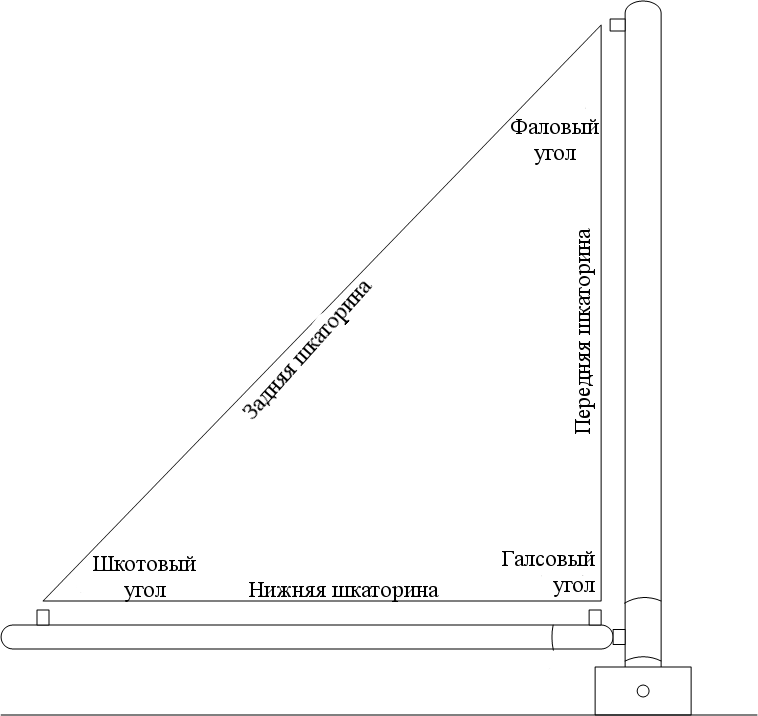
Названия частей паруса

В зависимости от формы паруса у него может быть от трёх до пяти углов и, соответственно, столько же кромок (краёв). В парусном деле все части паруса имеют свои названия. Чаще всего используются треугольные и четырёхугольные паруса, для которых используются следующие основные термины — по одному на каждый угол и кромку (край) паруса. Кромки и углы паруса, как наиболее нагруженные участки паруса, оформляются различными усилениями, выполняемыми из ткани с применением, так называемых, «дельных вещей».

### Шкаторины
Кромка паруса, в общем случае, называется шкаториной.
Поскольку шкаторина должна выдерживать значительные нагрузки, её дополнительно усиливают. Усиления шкаторин, выполняемые из ткани, как правило, специальных названий не имеют. Основным видом усиления шкаторин является усиление, выполненное из тонкого слабокрученого троса — ликтроса. Край шкаторины подворачивают, а ликтрос вкладывают внутрь и тщательно прошивают. Ликтрос укладывают таким образом, что вдоль шкаторины через определённый шаг он образует кренгельсы — небольшие петли, через которые можно продеть снасть для крепления, например, слаблиня или реванта. Такой процесс называется ликовкой. Часто ликуют и нижнюю шкаторину. Штормовые паруса всегда ликуют по всем шкаторинам. Переднюю шкаторину треугольного паруса дополнительно усиливают ещё одним накладкой — бантом.
У косых парусов различают переднюю, заднюю, нижнюю и верхнюю шкаторины. Передней считается шкаторина, прилегающая к мачте (проходящая между фаловым и галсовым углом — названия углов см. ниже). Передней шкаториной косой парус, как правило, крепится к рангоуту или такелажу. Прямой и латинский паруса ставятся на рангоут верхней шкаториной. Гафельный парус ставится на рангоут в большинстве случаев верхней шкаториной (на гафель) и передней шкаториной (на мачту). В этом случае гик отсутствует. Впрочем, возможен вариант установки гафельного паруса с гиком либо гиковой сквозной латой, поддерживающей нижнюю шкаторину.
У прямых парусов вместо передней и задней (так как парус ни одной шкаториной не прилегает к мачте) различают правую и левую шкаторину.

### Углы
Названия углов паруса образованы от названия тех снастей или их частей, к которым эти углы присоединяются:
- передний верхний, прилегающий к мачте — фаловый угол, к нему крепят фал для подъёма паруса;
- задний верхний — ноковый (нок-бензельнй) угол, к которому крепится нок;
- передний нижний, прилегающий к мачте — галсовый угол, к которому крепится снасть, именуемая галс;
- нижний задний — шкотовый уол, к которому крепят шкоты.

Усиления углов именуются боутами и бантами. Боуты и банты углов паруса несут на себе основную долю нагрузок, передаваемых от полотнища паруса на корпус судна через такелаж и рангоут. Оформление углов паруса, в общем случае, представляет собой накладывание на угол паруса нескольких слоёв парусной ткани, ориентированных по направлению действия наибольшей нагрузки, а также установку какой-либо детали, позволяющей закрепить такелажный конец.
Снасть, прикрепляемая к верхнему углу ундер-лиселя (паруса) и растягивающая (через блоки) его верхнюю шкаторину вдоль нижней реи называется абгалдырь.

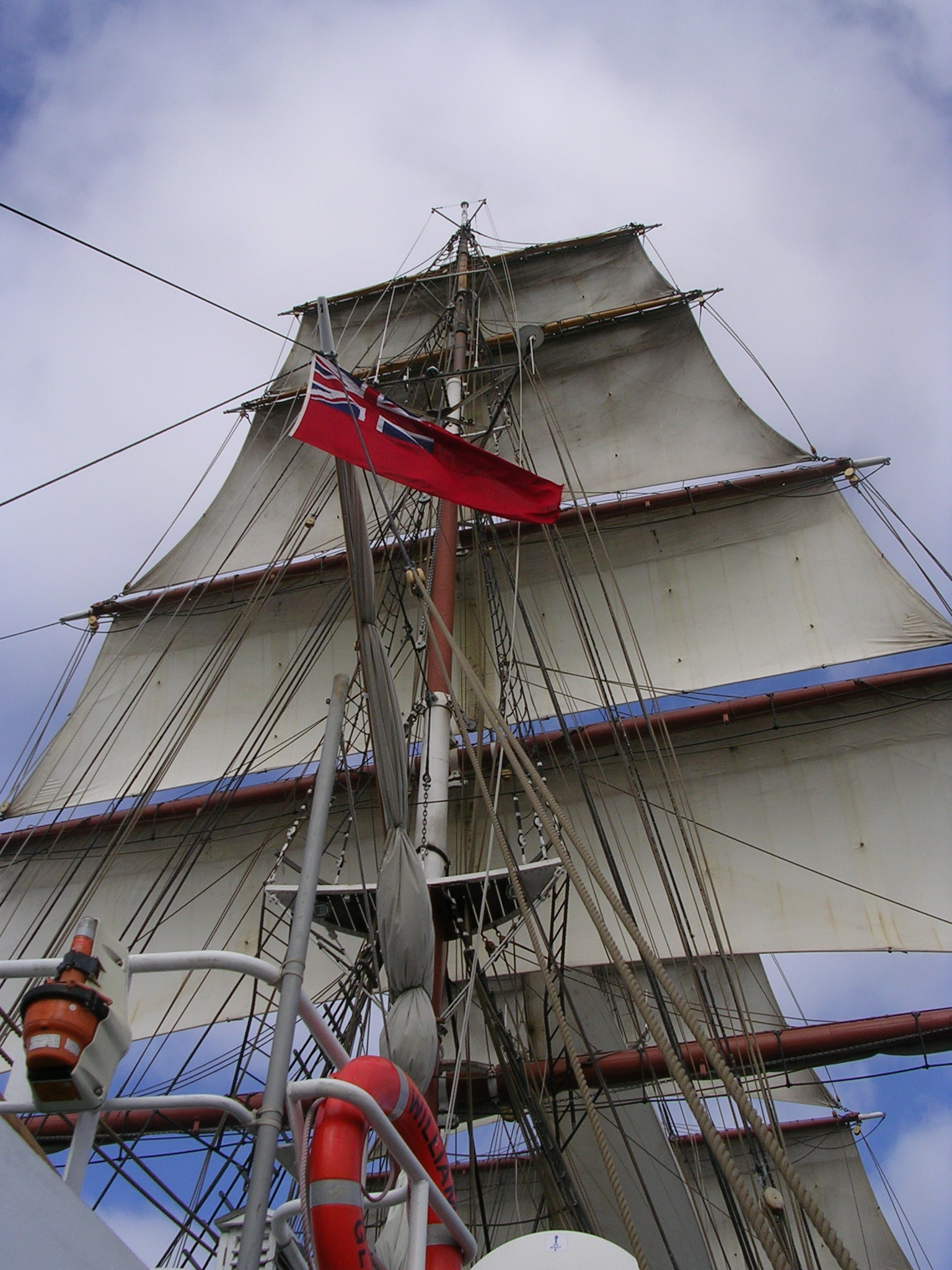
Грот-мачта брига, несущая прямые паруса

## Виды парусов

### Прямые паруса
Прямые паруса — паруса, которые ставятся поперёк судна и крепятся к реям, поднимающимся на мачты и стеньги. Имеют вид равнобокой трапеции. Управление прямым парусом осуществляется разворотом рея брасами и шкотами в горизонтальной плоскости. На острых галсах наветренная шкаторина прямого паруса отводится на ветер с помощью специальной снасти, называемой шпрюйт.
Прямыми парусами вооружаются большие парусные суда: корабли, барки, баркентины, бриги и бригантины. Широкое распространение прямые паруса получили благодаря возможности получать огромные парусные площади путём совокупности небольших парусов. Ни один человек не сможет справиться с парусом, площадь которого превосходит некоторый предел (примерно 5-8 квадратных метров на одного человека).

Прямые паруса хороши при попутном ветре. Судно с прямыми парусами может идти только под большим углом к ветру — 60-70°.

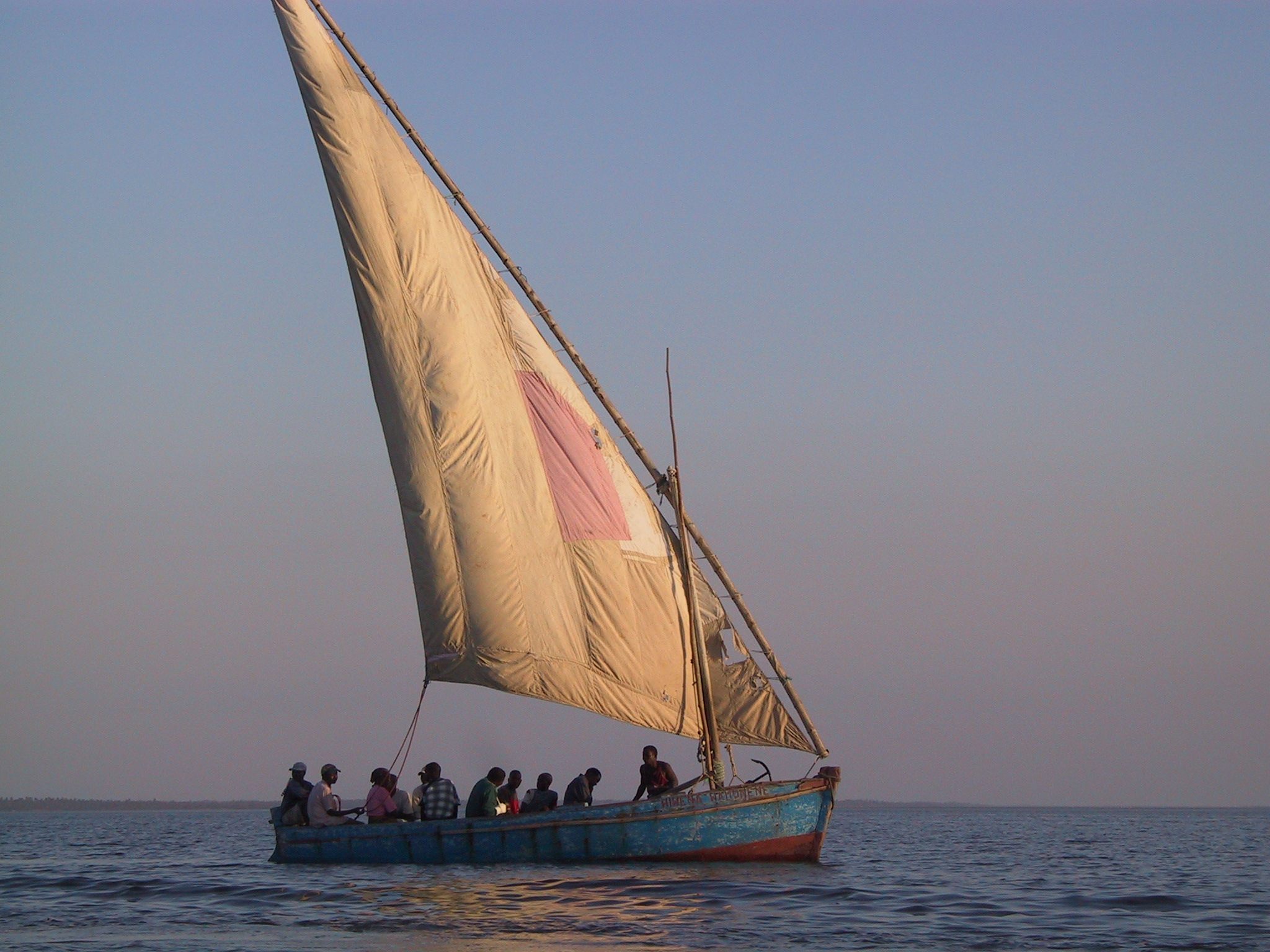
Дау под латинским парусом

### Косые паруса
Косые паруса — паруса, которые ставятся близко к продольной плоскости судна. Имеют множество подвидов.

#### Латинский парус
Лати́нский парус имеет форму прямоугольного треугольника. Верхней шкаториной (гипотенузой) крепится к рейку, наклонённому вперёд. Для латинских парусов реёк носит название «рю». Их передний конец доходит до палубы, он называется «тележка». За тележку берётся галс. Особенность латинского парусного вооружения в том, что тележка при смене галса должна пересечь ванту. Поэтому ванты на судах с латинским вооружением делают разъединяющимися. Это добавляет работы экипажу: при смене галса приходится выполнить гораздо больше действий, чем при хождении под обычным рейковым парусом. Тем не менее, в средние века латинский парус получил широчайшее распространение благодаря способности судна с таким парусом ходить очень круто к ветру.

#### Бермудский парус

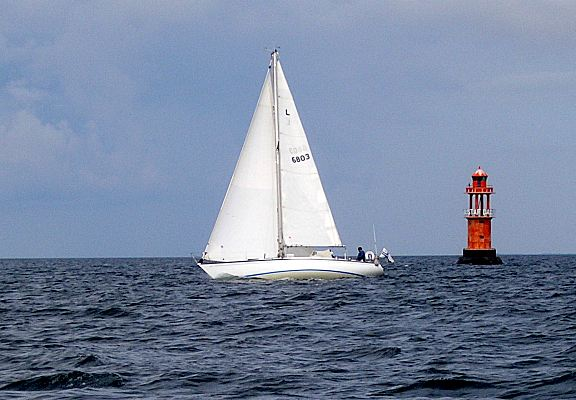
Бермудское парусное вооружение

Берму́дский парус  — треугольный парус, передняя шкаторина которого растягивается по мачте, а нижняя по гику.
На данный момент является наиболее распространённым видом паруса на яхтах. По простоте управления, постановки и тяговым характеристикам является бесспорным лидером.
Яхта с правильно настроенными бермудскими парусами может длительно управляться всего одним человеком. Такой манёвр, как поворот оверштаг, может выполняться вообще без вызова подвахты, за счёт перекладки руля.
Аэродинамическое качество бермудского паруса, хотя и сильно уступает самолётному крылу, тем не менее является самым высоким среди остальных парусов. Это обусловило исключительное применение бермудского типа парусного вооружения на всех современных гоночных яхтах.
Бермудский парус зародился в регионе Бермудских островов, где им пользовались местные рыбаки. В 1920-е годы он пришёл на смену гафельному парусу, который использовался в то время повсеместно.

#### Люгерный парус

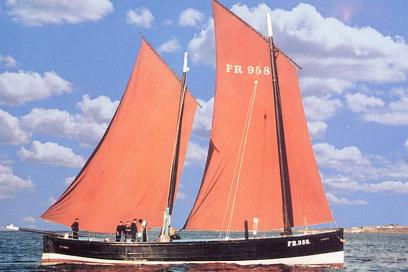
Судно «Reaper» с люгерным парусным вооружением

Лю́герный (ре́йковый) парус — разновидность латинского паруса.
Парус чаще всего в форме неправильной трапеции, верхней шкаториной крепится к рейку, который поднимается на мачту с помощью всего одной снасти — фала, закрепленного к передней трети рейка.

#### Шпринтовый парус
Шпринтовый парус — четырёхугольный косой парус, растягивающийся по диагонали тонким шестом (шпринтовом), упирающимся в его верхний угол одним концом и в нижнюю часть мачты — другим.

#### Гафельный парус

Рис. 1. Гафельный парус.
На схеме:
1. Мачта
2. Гафель
3. Нок гафеля
4. Пятка гафеля
5. Гик
6. Нок гика
7. Пятка гика
8. Усы
9. Бейфут
11. Шпрюйт
12. Дирик-фал
13. Гафель-гардель

Га́фельный па́рус — вид косого четырёхугольного паруса, называемого «трисель», см. рис.1 − (10), в форме неправильной трапеции, получивший своё название от гафеля, наклонного рангоутного дерева (2), поднимаемого по мачте (1) и упирающегося в неё одним концом — пяткой (4), по которому крепится (растягивается) верхняя кромка (шкаторина) такого паруса.
Одной из разновидностью гафельного паруса является парус гуари. Это парус с очень длинным гафелем, зачастую длиннее гика и иногда мачты. Гафель на гуари стоит почти вертикально.

#### Кливер

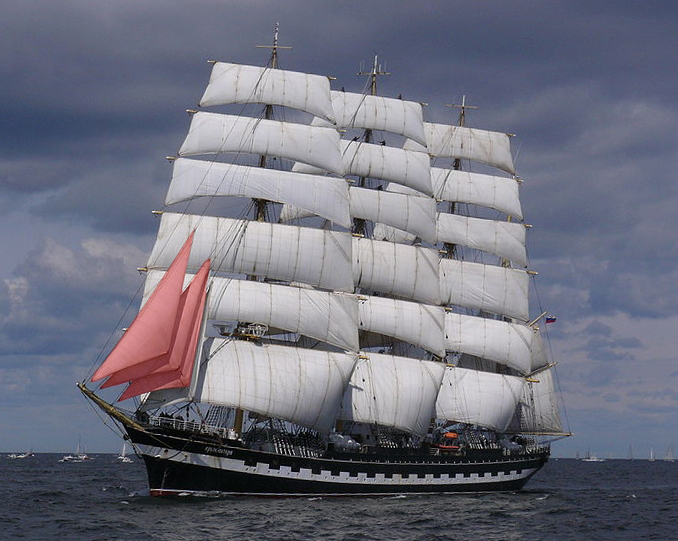
Кливера барка «Крузенштерн» (выделены красным). Слева направо: бом-кливер, мидель-кливер, кливер. Далее за кливером виден фор-стень-стаксель.

Кли́вер (нидерл. kluiver) — косой треугольный парус, прикреплённый к снасти, идущей от мачты к бушприту. На больших парусных кораблях может быть несколько кливеров. В этом случае кливер, находящийся впереди, и крепящийся к утлегарю, называется бом-кливер, находящийся ближе всего к мачте, как правило, называется фор-стень-стаксель. Используемый на яхтах при малом ветре треугольный парус увеличенной площади называется балункливер.

## Экзотические паруса

### Парус китайской джонки
Это прямоугольные паруса, собранные из циновок и убираемые по типу современных жалюзи. Он похож на Европейский люгерный балансирный парус, примерно 1/3 площади которого расположена перед мачтой. Примечательно, что мачта была короткой и не имела раскрепляющего стоячего такелажа, так как крепилась в основании на корпусе (степс) и промежуточной опоре на палубе (пяртнерс).
Конструкция паруса такова — он снабжён своеобразными сквозными латами, каждая из которых, скорее, напоминает промежуточный гик.
Большая масса этих гиков способствует тому, чтобы грубая и примитивная циновка, из которой была соткана сама парусная ткань, хорошо расправлялась и оставалась плоской в сильный ветер Они выдерживали сильные порывы ветра, их было легко складывать, уменьшая их площадь («брать рифы»). Контроль за настройкой и установкой паруса осуществлялся при помощи отдельного шкота, который крепился к концу каждой «латы» — гика. Скручивания паруса по высоте, так называемого «твиста», можно было избежать, регулируя натяжение шкотов, закреплённых на «латах»-гиках.
Интересный факт — английский яхтсмен Хаслер 1959 г. установил парус джонки на 25-футовой яхте «Джестер» класса «Фолькбот» и в следующем году занял на ней 2-е место в Трансатлантической гонке яхтсменов-одиночек. Конечно использование современных материалов для парусов и оснастки масса вооружения китайского паруса заметно снизилась, это послужило распространению китайского паруса и на других яхтах.

### Клешня краба или коготь краба
Это парус родом с Тихоокеанских островов Малайзийского архипелага. Он похож на латинский парус, отличие заключается в сильно вогнутой задней шкаториной и почти вертикальным положением верхнего рейка. Он представляющий собой треугольник, две стороны которого «окаймляют» жёсткие рейки, а третья сторона (основание треугольника) — свободная.
Даже в условиях современной жизни, такой парус до сих пор активно применяется в хозяйственной деятельности.
Секрет популярности и живучести его прост. Используя любую ткань или синтетическую плёнку, поместив её между двумя бамбуковыми хлыстами и поставить всё это на лодку, то она пойдёт даже против ветра, то есть галсами.
Интересная особенность этого паруса в «самоподдерживающемся» профиле. Это выглядит так — набегающий поток воздуха, попадая под парус, за счёт появления избыточного давления на вогнутой стороне, поддерживает его форму, а расположенный между рейками материал приобретает конусоподобную форму. Этот парус не требует никаких специальных «тонких» настроек паруса, сложного кроя и суперсовременных материалов.